# And Now... The Runaways
And Now... The Runaways è il quarto e ultimo album del gruppo The Runaways, pubblicato nel 1978 per l'etichetta discografica Cherry Red Records. 
Si tratta dell'ultimo vero e proprio album prima dello scioglimento della band, e include anche un brano con Lita Ford dietro il microfono dal titolo I'm A Million, mentre la batterista Sandy West canta in Right Now. All'inizio delle registrazioni la bassista Vicki Blue decise di lasciare la band, pertanto le parti di basso vennero in realtà suonate da Ford.

## Tracce
1. Saturday Night Special (Earl Slick, Tonio K.) 3:39
2. Eight Days a Week (Lennon, McCartney) 3:32 (The Beatles Cover)
3. Mama Weer All Crazee Now (Noddy Holder, Jim Lea) 3:25 (Slade Cover)
4. I'm a Million (Lita Ford) 5:59
5. Right Now (Sandy West) 3:33
6. Takeover (Joan Jett) 3:01
7. My Buddy and Me (J. Jett) 3:36
8. Little Lost Girls (L. Ford) 4:43
9. Black Leather (Steve Jones, Paul Cook) 3:49 (Sex Pistols Cover)

## Formazione
- Joan Jett - voce, chitarra
- Lita Ford -  chitarra, voce principale (nel brano 4)
- Vicki Blue - basso[2]
- Sandy West - batteria, voce principale (nel brano 5)